# Liste der Naturdenkmale in Kastel-Staadt
Die Liste der Naturdenkmale in Kastel-Staadt nennt die im Gemeindegebiet von Kastel-Staadt ausgewiesenen Naturdenkmale (Stand 3. Juni 2024).

## Naturdenkmale
| Nr.         | Bezeichnung | Lage                                                | Beschreibung    | Bild                                    |
| ----------- | ----------- | --------------------------------------------------- | --------------- | --------------------------------------- |
| ND-7235-378 | Pilzfels    | südlich des Ortes, oberhalb von Schulstraße 16 Lage | Sandsteinfelsen | Direkt Bild zu diesem Denkmal hochladen |
| ND-7235-379 | Altfels     | südöstlich des Ortes; Abteilung Altfelsgewann Lage  | Sandsteinfelsen | Direkt Bild zu diesem Denkmal hochladen |
| ND-7235-380 | Felsentor   | östlich des Ortes; Abteilung Städer Weg Lage        | Sandsteinfelsen | Direkt Bild zu diesem Denkmal hochladen |
| ND-7235-388 | Linde       | östlich des Ortes; Flur Bei der Kirch Lage          | Tilia sp.       | mehr Fotos \| Fotos hochladen           |
| ND-7235-452 | Stieleiche  | südlich des Ortes; Abteilung Brachen Lage           | Quercus robur   | Direkt Bild zu diesem Denkmal hochladen |

## Ehemalige Naturdenkmale
| Nr. | Bezeichnung | Lage                                         | Beschreibung              | Bild                                    |
| --- | ----------- | -------------------------------------------- | ------------------------- | --------------------------------------- |
|     | Elisensitz  | östlich des Ortes; Flur Bei der Kirch Lage   | Sandsteinfelsen; gelöscht | Direkt Bild zu diesem Denkmal hochladen |
|     | Runder Turm | östlich des Ortes; Abteilung Eichenheck Lage | Sandsteinfelsen; gelöscht | Direkt Bild zu diesem Denkmal hochladen |
|     | Römertor    | östlich des Ortes; Abteilung Eifelsweg Lage  | Sandsteinfelsen; gelöscht | mehr Fotos \| Fotos hochladen           |